# Cristorhodopina mussardi
Cristorhodopina mussardi är en skalbaggsart som beskrevs av Stefan von Breuning 1966. Cristorhodopina mussardi ingår i släktet Cristorhodopina och familjen långhorningar. Inga underarter finns listade i Catalogue of Life.